# Bredwardine Oldcastle
Bredwardine Oldcastle är ett slott i Storbritannien.   Det ligger i grevskapet Herefordshire och riksdelen England, i den södra delen av landet, 200 km väster om huvudstaden London. Bredwardine Oldcastle ligger 77 meter över havet.
Terrängen runt Bredwardine Oldcastle är kuperad västerut, men österut är den platt. Runt Bredwardine Oldcastle är det ganska tätbefolkat, med 93 invånare per kvadratkilometer. Närmaste större samhälle är Hereford, 18,0 km öster om Bredwardine Oldcastle. Trakten runt Bredwardine Oldcastle består i huvudsak av gräsmarker.